# Надлишок інфрачервоного випромінювання
Надлишок інфрачервоного випромінювання — це вимірювання астрономічного джерела, як правило, зорі, яке у своєму спектральному розподілі енергії має більший вимірюваний інфрачервоний потік, ніж очікувалося, якщо припустити, що зоря є випромінювачем чорного тіла. Перевищення інфрачервоного випромінювання часто є результатом наявності навколозоряного пилу, нагрітого світлом зір і повторного випромінювання на більших довжинах хвиль. Вони звичайні для молодих зоряних об'єктів і розвинених зір на асимптотичній гілці гігантів або старших.
Крім того, моніторинг надлишкового інфрачервоного випромінювання від зоряних систем є одним із можливих методів, який може уможливити пошук великомасштабних інженерних проєктів зір гіпотетичної позаземної цивілізації; наприклад сфера Дайсона або рій Дайсона. Цей надлишок інфрачервоного випромінювання був би результатом відпрацьованого тепла, випромінюваного вищезгаданими структурами, якщо їх вважати чорними тілами при температурах, близьких до 300 К.